# Tale e quale show - Il torneo (dodicesima edizione)
La dodicesima edizione del talent show Tale e quale show - Il torneo (spin-off di Tale e quale show) è andata in onda il 10 novembre 2023 su Rai 1 in prima serata sempre con la conduzione di Carlo Conti.
L'edizione è stata vinta da Ilaria Mongiovì, davanti ad Antonino Spadaccino e Luca Gaudiano.
A causa del ritardo della messa in onda, è la prima edizione nella storia del programma in cui non vengono assegnati i cinque punti dei concorrenti.

## Il programma
Questo spin-off prevede una gara fra dieci VIP. A sfidarsi sono stati i primi due classificati della Categorie Uomini, le prime tre classificate della categoria Donne e gli ultimi classificati della tredicesima edizione del programma e i primi tre Uomini e le prime due Donne della dodicesima edizione, impegnati nell'imitazione di personaggi celebri del mondo della canzone, attraverso la reinterpretazione dei brani di questi ultimi dal vivo. Al termine della serata sono stati sottoposti al giudizio di una giuria. 

## Cast

### Concorrenti

#### Uomini
| Concorrente                             | Edizione di provenienza | Posizione |
| --------------------------------------- | ----------------------- | --------- |
| Antonino Spadaccino                     | 12ª edizione            | 1º posto  |
| Andrea Dianetti                         | 12ª edizione            | 2º posto  |
| Gilles Rocca                            | 12ª edizione            | 3º posto  |
| Luca Gaudiano                           | 13ª edizione            | 1º posto  |
| Lorenzo Licitra                         | 13ª edizione            | 2º posto  |
| Francesco Paolantoni e Gabriele Cirilli | 13ª edizione            | 10º posto |

#### Donne
| Concorrente         | Edizione di provenienza | Posizione |
| ------------------- | ----------------------- | --------- |
| Elena Ballerini     | 12ª edizione            | 4º posto  |
| Valentina Persia    | 12ª edizione            | 6º posto  |
| Ilaria Mongiovì     | 13ª edizione            | 3º posto  |
| Jasmine Rotolo      | 13ª edizione            | 4º posto  |
| Ginevra Lamborghini | 13ª edizione            | 5º posto  |

### Giudici
La giuria è composta da:
- Loretta Goggi
- Cristiano Malgioglio
- Giorgio Panariello

#### Giudice ospite
- Antonella Clerici

#### Quarto giudice
In quest'edizione la giuria è stata affiancata dalla presenza di un imitatore, che partecipa al voto delle esibizioni e stila una propria classifica come quarto giudice, vestendo i panni di un personaggio famoso per l'intera serata.
| Messa in onda    | Quarto giudice    | Quarto giudice      |
| Messa in onda    | Giudice imitatore | Personaggio imitato |
| ---------------- | ----------------- | ------------------- |
| 10 novembre 2023 | Claudio Lauretta  | Vittorio Sgarbi     |

### Coach
I coach dei concorrenti sono:
- Daniela Loi: vocal coach
- Matteo Becucci: vocal coach
- Maria Grazia Fontana: vocal coach
- Fabrizio Mainini: coreografo
- Emanuela Aureli: imitatrice
- Antonio Mezzancella: vocal coach
- Pinuccio Pirazzoli: direttore d'orchestra

## Puntata
La dodicesima edizione del torneo è andata in onda in un'unica puntata il 10 novembre 2023 ed è stata vinta da Ilaria Mongiovì, che ha interpretato Mariah Carey in Without You.
| Ordine | Canzone e cantante imitato                    | Concorrente                             | Punteggio | Panariello | Goggi | Malgioglio | Lauretta | Clerici | Social | Bonus |
| ------ | --------------------------------------------- | --------------------------------------- | --------- | ---------- | ----- | ---------- | -------- | ------- | ------ | ----- |
| 3      | Without You - Mariah Carey                    | Ilaria Mongiovì                         | 80        | 15         | 13    | 14         | 15       | 15      | 3      | 5     |
| 7      | Stay With Me - Sam Smith                      | Antonino Spadaccino                     | 77        | 14         | 15    | 15         | 13       | 10      | -      | 10    |
| 10     | Thinking Out Loud - Ed Sheeran                | Luca Gaudiano                           | 65        | 13         | 14    | 13         | 14       | 11      | -      | -     |
| 6      | Spunta la luna dal monte - Pierangelo Bertoli | Valentina Persia                        | 61        | 12         | 10    | 10         | 10       | 14      | -      | 5     |
| 1      | Bohemian Rhapsody - Freddie Mercury           | Lorenzo Licitra                         | 57        | 11         | 12    | 11         | 9        | 9       | 5      | -     |
| 9      | The Best - Tina Turner                        | Jasmine Rotolo                          | 57        | 10         | 11    | 12         | 11       | 13      | -      | -     |
| 8      | La cura - Franco Battiato                     | Andrea Dianetti                         | 44        | 9          | 9     | 6          | 7        | 12      | 1      | -     |
| 11     | Adagio - Lara Fabian                          | Elena Ballerini                         | 39        | 6          | 6     | 9          | 12       | 6       | -      | -     |
| 2      | Una lunga storia d'amore - Gino Paoli         | Gilles Rocca                            | 38        | 8          | 8     | 7          | 8        | 7       | -      | -     |
| 4      | Eppure sentire (un senso di te) - Elisa       | Ginevra Lamborghini                     | 36        | 7          | 7     | 8          | 6        | 8       | -      | -     |
| 5      | Dancing Queen - ABBA                          | Francesco Paolantoni e Gabriele Cirilli | 25        | 5          | 5     | 5          | 5        | 5       | -      | -     |

- Nota: ogni concorrente ha deciso il proprio artista da interpretare.

- Giudice imitatore: Claudio Lauretta che imita Vittorio Sgarbi
- Giudice speciale: Antonella Clerici
- Ospiti: Alba Parietti, Valeria Marini, Francesco Giorgino, Maria De Filippi,[4] Marco Masini

## Punti Bonus della Giuria
Come nelle precedenti edizioni del torneo, anche in questa edizione la classifica finale è stata determinata dai punti guadagnati da ciascun concorrente, a cui si aggiungono altri 5 punti bonus assegnati da ogni giudice e dai coach a un concorrente a loro scelta, rispettivamente:
- Cristiano Malgioglio: Antonino Spadaccino
- Loretta Goggi: Antonino Spadaccino
- Giorgio Panariello: Valentina Persia
- Coach: Ilaria Mongiovì

## Tale e quale pop
Come nelle precedenti edizioni, in ogni puntata vi è uno spazio in cui vengono trasmessi video amatoriali inviati da telespettatori che si cimentano nell'imitazione canora di un personaggio del panorama musicale italiano o internazionale. I protagonisti dei migliori video saranno invitati negli studi di Tale e quale show per partecipare come concorrenti alla quarta edizione di Tali e quali, andata in onda dal 13 gennaio al 3 febbraio 2024 per quattro puntate di sabato.

## Ascolti
| Messa in onda    | Telespettatori | Share  |
| ---------------- | -------------- | ------ |
| 10 novembre 2023 | 3 962 000      | 25,92% |